# OmniWeb

Logo d'OmniWeb

OmniWeb est un navigateur Web de la société Omni Group.

## Historique
Il a d'abord été développé par Omni Group et distribué par Lighthouse Design pour l'environnement NeXTSTEP le 17 mars 1995, puis pour OPENSTEP, Rhapsody et enfin depuis 2000 pour Mac OS X, où il a été le premier navigateur disponible en version finale. OmniWeb a également fonctionné brièvement sur Microsoft Windows au travers de la Yellow Box ou des frameworks OpenStep. Après que Lighthouse Design a été rachetée par Sun Microsystems, Omni Group a distribué le produit lui-même à partir de la version 2.5. Dès la version 4, OmniWeb a été développé exclusivement pour la plate-forme Mac OS X.
Il conserva longtemps une popularité due à l'utilisation des ressources natives de Mac OS X (API Cocoa) permettant de prendre pleinement partie des fonctionnalités de Mac OS X, donnant aux pages web une apparence cohérente avec le système, contrairement à Internet Explorer qui, lui aussi disponible très tôt, offrait une interface vieillie.
Il utilise Quartz pour produire des images affinées et un texte lissé. Il sait aussi tirer profit des machines multiprocesseur et met en avant une interface qui utilise des fonctions comme les tiroirs, la prévisualisation des onglets, les barres d'outils personnalisables ou encore l'édition du code des pages web.
Cependant, depuis l'apparition d'autres navigateurs comme Camino, Opera ou Safari, son avantage s'est considérablement réduit, et ce d'autant plus qu'OmniWeb fut un partagiciel durant de nombreuses années. Depuis le 24 février 2009, il est toutefois devenu un gratuiciel. Pour cette raison, depuis la version 4.5 OmniWeb a pris une autre stratégie. En effet, à l'origine OmniWeb utilisait son propre moteur de rendu HTML propriétaire. Ce moteur n'était pas pleinement compatible avec tous les standards Internet, comme les feuilles de style en cascade (Cascading Style Sheets). En février 2003, Omni Group a officiellement décidé d'adopter le moteur de rendu WebCore développé par Apple sur les bases du moteur libre KHTML. 
Ce choix a permis aux développeurs de se focaliser sur les fonctionnalités du navigateur, le repositionnant comme une évolution des navigateurs gratuits et justifiant ainsi le maintien d'OmniWeb comme partagiciel.
Le 11 août 2004, Omni Group a sorti la version 5.0 de OmniWeb qui incluait beaucoup de nouvelles fonctions. La nouveauté la plus notable était l'implémentation tout à fait inusuelle de la navigation par onglets, dans laquelle les onglets étaient disposés verticalement dans un tiroir sur un côté ou l'autre de la fenêtre, incluant la prévisualisation optionnelle des pages.